# Service des volontaires du travail pour la Wallonie
Le Service des volontaires du travail pour la Wallonie (SVTW) est un mouvement royaliste constitué en juillet 1940 par Henry Bauchau, jeune intellectuel, qui avait participé en mai 1940, comme officier de réserve, à la campagne des Dix-Huit Jours et subi « comme une douloureuse et injuste humiliation, l’incroyable défaite des alliés et la capitulation de l’armée belge ». Pour répondre à l’appel du roi Léopold III, qui demandait que le pays se redresse et se mette au travail, Henry Bauchau fonda avec des amis « Les volontaires du travail pour la Wallonie ». Cette démarche naïve d'intellectuels et de jeunes officiers sera récupérée très vite par l'occupant.

## Contexte
En juin 1940, au lendemain de la capitulation de la Belgique, le royaliste Henry Bauchau avec l'appui du palais de Laeken et plusieurs officiers et candidats officiers s'engagent dans l'aventure du Service des volontaires du travail pour la Wallonie (SVTW). Dès le début, ce mouvement est marqué par un vif attachement à la patrie et à la fonction royale; il est animé de la volonté de "créer un service permettant à la jeunesse de relever la patrie de ses ruines et d’éviter de sombrer dans l’oisiveté".   
De jeunes intellectuels catholiques, des dirigeants du scoutisme et des personnalités dont le patriotisme est certain et la distance à l’égard du nazisme indiscutable appuieront l’initiative de Bauchau, dont Jean-Charles Snoy, futur ministre des Finances et futur signataire du traité de Rome. Les volontaires voueront un véritable culte au Roi dont ils voudraient voir les pouvoirs renforcés.

## Historique
Ce mouvement bénéficiera initialement de l’appui de la Jeunesse Ouvrière Chrétienne (JOC) de l’abbé Cardijn, mais pour une courte durée. En juin 1940, Victor Michel, président de la JOC,  contacté par Henry Bauchau lui avait répondu par une catégorique fin de non-recevoir  et lui avait dit d'attendre le retour de Cardijn exilé à Toulouse. Bauchau reviendra cependant à la charge après le retour d’exode de Cardijn. Un accord est conclu avec Cardijn le 19 septembre 1940.  Mais très vite, Cardijn comprendra que le risque est grand d’étatisation de ce service par le Commissariat général à la restauration du pays et donc de mainmise par l’occupant. 
Toutefois, le 30 novembre 1940, un arrêté des secrétaires généraux des ministères établit un « Service des volontaires du travail pour la Wallonie » (SVTW) et un « Vrijwillige Arbeidsdienst voor Vlaanderen » pour la Flandre. Les kajotters (jocistes flamands) et jocistes francophones, tel Hilaire Willot qui a émis dès le début comme Victor Michel les plus grandes réserves vis-à-vis du SVTW, se retireront alors massivement de l’organisation. Henry Bauchau est nommé chef du SVTW, poste qu’il occupera jusqu'en juin 1943. 

## Service des volontaires du travail pour la Wallonie et le rexisme
Le spécialiste des années de collaboration du rexisme, Martin Conway de l'université d'Oxford écrit : 

« Une autre institution dans laquelle Rex s’investit avec la plus grande énergie est indiscutablement le Service des volontaires du travail pour la Wallonie (SVTW). Celui-ci n’est pas une création rexiste. Les Volontaires du travail furent créés dans les temps incertains qui suivirent la capitulation belge, a l’initiative de catholiques royalistes soucieux de relever le pays. À la fin de 1940, cet organisme fut scindé en deux ailes autonomes, l’une pour la Flandre et l’autre pour la Wallonie, opérant sous la supervision des secrétaires généraux. Le service francophone fonda plusieurs camps de travail pour des jeunes gens et, dès juillet 1941, 1 342 volontaires passèrent par ces camps. L’idéologie des Volontaires du travail, avec ses références à la loyauté dynastique et aux vertus du travail au service de la nation, est évidemment autoritaire. Toutefois, un peu comme les Chantiers de la jeunesse créés à la même époque par Vichy, le Service des volontaires du travail est le résultat de l’atmosphère particulière qui a suivi la défaite militaire et son organisation n’est pas a priori pro-allemande ou collaborationniste par nature. Au début, les rexistes accueillirent favorablement sa création. Un certain nombre de militants participèrent à ses travaux et un nombre représentatif de Volontaires du travail vinrent rejoindre la légion Wallonne en 1941. »

Bauchau ne s’opposera pas ouvertement à l’engagement des jeunes du SVTW à la Légion Wallonie. Il leur revient de "prendre attitude d'une façon personnelle". écrit-il prudemment, soucieux de maintenir l'apolitisme officiel du SVTW. Un des cadres du SVTW, Lucien Lippert, sera le commandant militaire de la Légion de juin 1942 à sa mort en février 1944. En août 1941, les Volontaires du travail tombent sous la coupe du secrétaire général à l’Intérieur Romsée, un VNV (Vlaams Nationaal Verbond) notoire.
La position de Bauchau deviendra rapidement inconfortable tant vis-à-vis de la collaboration que de la Résistance : Degrelle dénoncera en octobre 1941 « l’attentisme négatif qui, dans certains camps, va jusqu’aux discours en faveur de ces Messieurs de Londres » alors que les milieux de la Résistance traiteront Bauchau « d’emboché ».
En 1942, l'exposition "Deutsche Grösse" compromet ouvertement le SVTW en publiant à l'insu d'Henry Bauchau des photos du Service accompagnées de commentaires qui laissent croire que l'organisation a été créée à l'initiative de l'Allemagne. Henry Bauchau proteste auprès de l'Occupant et publie une "Mise au point" dans le Courrier des Volontaires du travail, ce qui lui vaut la fureur du pays réel, qui dénonce, le 12 mai 42, "l'attentisme stérile des jeunes bourgeois engagés par Bauchau". Estimant qu'il n'est plus possible de poursuivre l'action, Delfosse, d'Oultremont (Théodore et Georges) et d'autres dirigeants du SVTW démissionnent, mais Bauchau se sent responsable des centaines de jeunes préservés de la déportation grâce au SVTW et décide de le maintenir .

## Épilogue
Le dénouement sera pathétique. En effet, l’occupant ne tolère pas longtemps cette structure relativement indépendante, qui permet à beaucoup de jeunes de se soustraire au Service du travail obligatoire imposé par l'ordonnance du 6 octobre 1942. Dès le mois de mai 1943, les autorités allemandes et la presse rexiste commencent à exercer des pressions pour que le SVTW accepte des rexistes dans ses rangs. À la mi-juin 1943, les Allemands démettent par la force les dirigeants du SVTW et imposent à leur place les rexistes et les légionnaires qu’ils ont formés dans la Reichsarbeitsdienst. Les rexistes investissent le SVTW en force en 1943, événement à la suite duquel Henry Bauchau démissionne. Il rejoint les maquis des Ardennes et entre dans la résistance, alors même que le Réseau Socrate d'aide aux travailleurs réfractaires au STO s'est mis en route. Son action dans le cadre du SVTW lui vaudra d'être soupçonné après la Libération, mais il est officiellement acquitté par le tribunal militaire. Profondément choqué néanmoins par cette incrimination, il s'éloignera de son pays et vivra en Suisse et en France.  
On avait pu lire dans le journal La Libre Belgique clandestine en 1943 que « les promoteurs du service des volontaires du travail ne sont certes pas des traîtres, mais des faibles et des naïfs qui ont accepté l’idée de la victoire allemande et qui n’ont pas eu le courage ni la dignité d’attendre la Libération avant d’entreprendre une œuvre de restauration morale ».
Nombre de Volontaires passés à la Résistance en 1943 resteront profondément blessés par la mécompréhension dont cette initiative a fait l'objet ; Bauchau lui-même conclura que "si c'était une erreur, c'était une erreur généreuse", et puisera dans cet échec la matière de son œuvre littéraire ultérieure, écrite à la base "de son renoncement à pouvoir faire l'Histoire, de l'humiliation de se voir méjugé, du constat de la non-communication et de la non-maîtrise, de la dissolution irrémédiable de l'image de soi".